# Dolmen du Pradinas

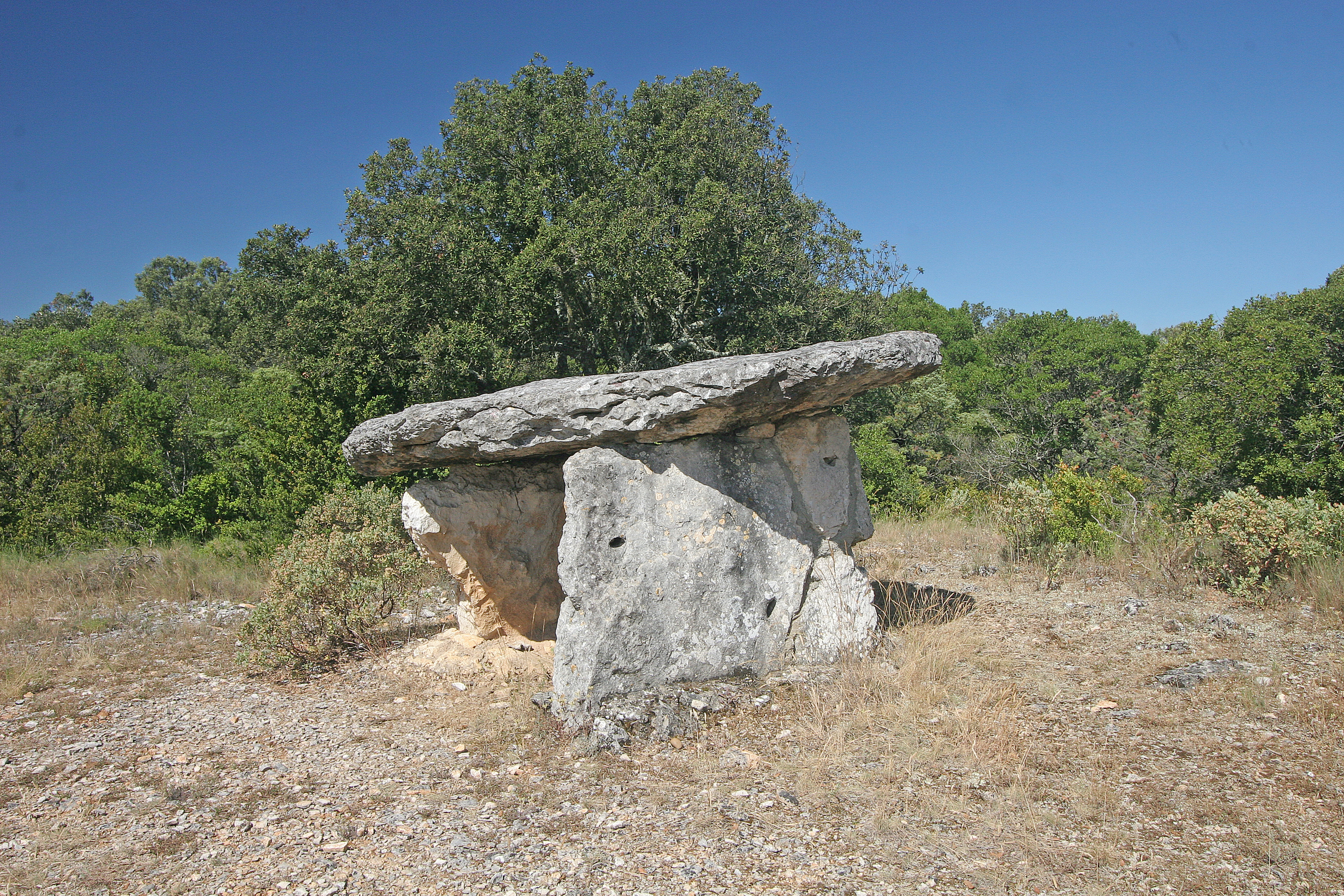
Dolmen du Pradinas

Dolmen du Pradinas je megalitická kamenná stavba z doby asi 3000 let před naším letopočtem nalézající se asi 500 m západně od samoty Pradinas ve francouzském departementu Ardèche. Samotný dolmen se nachází v křovinatém porostu ve vzdálenosti asi 100 m od křižovatky silnic D 201 a D 690.